# Miyakonojo
Miyakonojo (Japans: 都城市, Miyakonojō-shi) is een stad in Japan in de prefectuur Miyazaki, die is gesticht in 1924. De stad heeft te maken met een afnemende bevolking, wat er voor heeft gezorgd dat al veel scholen hebben moeten sluiten.

## Partnersteden
Ulaanbaatar (Mongolië) sinds 1999

Steden:
Ebino · Hyuga · Kobayashi · Kushima · Miyakonojo · Miyazaki (hoofdstad) · Nichinan · Nobeoka · Saito

Districten:
Higashimorokata · Higashiusuki · Kitamorokata · Koyu · Nishimorokata · Nishiusuki
Gemeenten per district